# Конрад (Монтана)
Конрад (англ. Conrad) — місто (англ. city) в США, в окрузі Пондера штату Монтана. Населення — 2318 осіб (2020).

## Географія
Конрад розташований за координатами 48°10′25″ пн. ш. 111°56′49″ зх. д. / 48.17361° пн. ш. 111.94694° зх. д. (48.173651, -111.946838).  За даними Бюро перепису населення США в 2010 році місто мало площу 3,25 км², уся площа — суходіл.

### Клімат
| Клімат : Конрад                    | Клімат : Конрад | Клімат : Конрад | Клімат : Конрад | Клімат : Конрад | Клімат : Конрад | Клімат : Конрад | Клімат : Конрад | Клімат : Конрад | Клімат : Конрад | Клімат : Конрад | Клімат : Конрад | Клімат : Конрад | Клімат : Конрад |
| Показник                           | Січ.            | Лют.            | Бер.            | Квіт.           | Трав.           | Черв.           | Лип.            | Серп.           | Вер.            | Жовт.           | Лист.           | Груд.           | Рік             |
| Абсолютний максимум, °C            | 18,3            | 22,2            | 26,1            | 31,1            | 33,9            | 38,3            | 39,4            | 40,6            | 37,2            | 32,8            | 27,8            | 22,2            | 40,6            |
| Середній максимум, °C              | −0,2            | 2,9             | 7,6             | 13,8            | 18,9            | 23,2            | 26,8            | 26,8            | 21,1            | 14,9            | 5,4             | 1,1             | 13,6            |
| Середня температура, °C            | −7              | −4,2            | 0,3             | 5,8             | 11,0            | 15,2            | 17,9            | 17,7            | 12,2            | 6,6             | −1,4            | −5,6            | 5,8             |
| Середній мінімум, °C               | −13,9           | −11,3           | −7              | −2,2            | 3,1             | 7,1             | 9,1             | 8,6             | 3,3             | −1,7            | −8,3            | −12,3           | −2,1            |
| Абсолютний мінімум, °C             | −41,1           | −42,8           | −35,6           | −28,3           | −12,8           | −2,8            | −0,6            | −3,9            | −17,8           | −26,7           | −35,6           | −43,3           | −43,3           |
| Норма опадів, мм                   | 11              | 8               | 17              | 26              | 55              | 57              | 31              | 37              | 26              | 15              | 12              | 11              | 306             |
| ---------------------------------- | --------------- | --------------- | --------------- | --------------- | --------------- | --------------- | --------------- | --------------- | --------------- | --------------- | --------------- | --------------- | --------------- |
| Джерело: NOAA (normals, 1971–2000) |                 |                 |                 |                 |                 |                 |                 |                 |                 |                 |                 |                 |                 |

## Демографія
Згідно з переписом 2010 року, у місті мешкало 2570 осіб у 1113 домогосподарствах у складі 676 родин. Густота населення становила 791 особа/км².  Було 1266 помешкань (390/км²).
Расовий склад населення:
| - 95,1 % — білих - 1,8 % — корінних американців - 0,3 % — азіатів - 0,2 % — чорних або афроамериканців |

До двох чи більше рас належало 2,4 %. Частка іспаномовних становила 1,5 % від усіх жителів.
За віковим діапазоном населення розподілялося таким чином: 22,7 % — особи молодші 18 років, 53,1 % — особи у віці 18—64 років, 24,2 % — особи у віці 65 років та старші. Медіана віку мешканця становила 45,7 року. На 100 осіб жіночої статі у місті припадало 84,5 чоловіків;  на 100 жінок у віці від 18 років та старших — 84,7 чоловіків також старших 18 років.
Середній дохід на одне домашнє господарство  становив 50 293 долари США (медіана — 39 063), а середній дохід на одну сім'ю — 60 129 доларів (медіана — 49 875). Медіана доходів становила 40 521 долар для чоловіків та 25 551 долар для жінок. За межею бідності перебувало 16,8 % осіб, у тому числі 24,7 % дітей у віці до 18 років та 10,7 % осіб у віці 65 років та старших.
Цивільне працевлаштоване населення становило 1145 осіб. Основні галузі зайнятості: освіта, охорона здоров'я та соціальна допомога — 23,3 %, роздрібна торгівля — 13,4 %, публічна адміністрація — 9,8 %, будівництво — 9,3 %.